# ILoveMakonnen (мини-альбом)
ILoveMakonnen (стилизовано как I LOVE MAKONNEN) — одноименный дебютный мини-альбом американского рэпера ILoveMakonnen, выпущенный 15 декабря 2014 года, первоначально выпущенный как бесплатный мини-альбом 6 июля 2014 года. В мини-альбоме приняли участие Дрейк, Key! и Father. В поддержку альбома были выпущены два сингла: «Tuesday» и «I Don’t Sell Molly No More». В декабре 2014 года хит мини-альбома «Tuesday» был номинирован на премию «»Грэмми« в категории Лучшее рэп-/песенное совместное исполнение» на 57-й ежегодной премии Грэмми.

## Предыстория
ILoveMakonnen был первоначально выпущен в качестве бесплатного мини-альбома в июле 2014 года. В результате успеха мини-альбома, он был переиздан 15 декабря 2014 года на лейбле OVO Sound.

## Синглы
«Tuesday» был выпущен в качестве первого сингла за семь месяцев до выхода бесплатного мини-альбома в виде цифровой загрузки с микстейпа ILoveMakonnen. Песня была выпущена в качестве официального сингла 1 сентября 2014 года. Сингл стал самой успешной песней Маконнена на сегодняшний день, достигнув двенадцатой позиции в чарте Billboard Hot 100.

## Список треков
| №  | Название                     | Автор(ы)                                 | Продюсеры                   | Длительность |
| -- | ---------------------------- | ---------------------------------------- | --------------------------- | ------------ |
| 1. | «Too Much»                   | Маконнен Шеран Лиланд Уэйн               | Metro Boomin                | 2:58         |
| 2. | «I Don't Sell Molly No More» | Шеран Сонни Увезуоке                     | Sonny Digital               | 3:04         |
| 3. | «Tuesday»                    | Шеран Увезуоке Уэйн                      | Sonny Digital Metro Boomin  | 3:31         |
| 4. | «Tonight»                    | Шеран Гэри Хилл Дэвид Каннингем          | DJ Spinz Dun Deal           | 4:32         |
| 5. | «Meant to Be»                | Шеран Трокон Маркус Робертс              | FKi                         | 4:21         |
| 6. | «Sarah»                      | Шеран Увезуоке Уэйн                      | Sonny Digital Metro Boomin  | 3:03         |
| 7. | «Exclusive»                  | Шеран Уэйн Джошуа Луэллен Брайан Симмонс | Metro Boomin Southside TM88 | 3:53         |

| №                   | Название                                    | Автор(ы)                              | Продюсеры                  | Длительность |
| ------------------- | ------------------------------------------- | ------------------------------------- | -------------------------- | ------------ |
| 1.                  | «I Don’t Sell Molly No More»                | Маконнен Шеран Сонни Увезуоке         | Sonny Digital              | 3:04         |
| 2.                  | «Doubted» (при участии Key!)                | Шеран Маркиз Девон Уиттакер Уваезуоке | Sonny Digital              | 4:53         |
| 3.                  | «Tuesday» (при участии Дрейка)              | Шеран Обри Грэм Уваезуоке Лиланд Уэйн | Sonny Digital Metro Boomin | 5:22         |
| 4.                  | «Rumor» (acoustic remix)                    | Шеран                                 | ILoveMakonnen Phantom      | 3:36         |
| 5.                  | «Swerve»                                    | Шеран Майкл Уильямс                   | Mike Will Made It          | 4:28         |
| 6.                  | «Maneuvering»                               | Шеран Уэйн                            | Metro Boomin               | 3:31         |
| 7.                  | «Look At Wrist» (совместно с Father & Key!) | Шеран Уиттейкер                       | Father                     | 3:33         |
| Общая длительность: | Общая длительность:                         | Общая длительность:                   | Общая длительность:        | 28:29        |

## Позиции в чартах
| Чарт (2015)       | Высшая позиция |
| ----------------- | -------------- |
| США Billboard 200 | 72             |